# Золх
Золх (рос. Золх) — селище у складі Прокоп'євського округу Кемеровської області, Росія.

## Населення
Населення — 11 осіб (2010; 10 у 2002).
Національний склад (станом на 2002 рік):
- росіяни — 80 %